# Arqueología bíblica

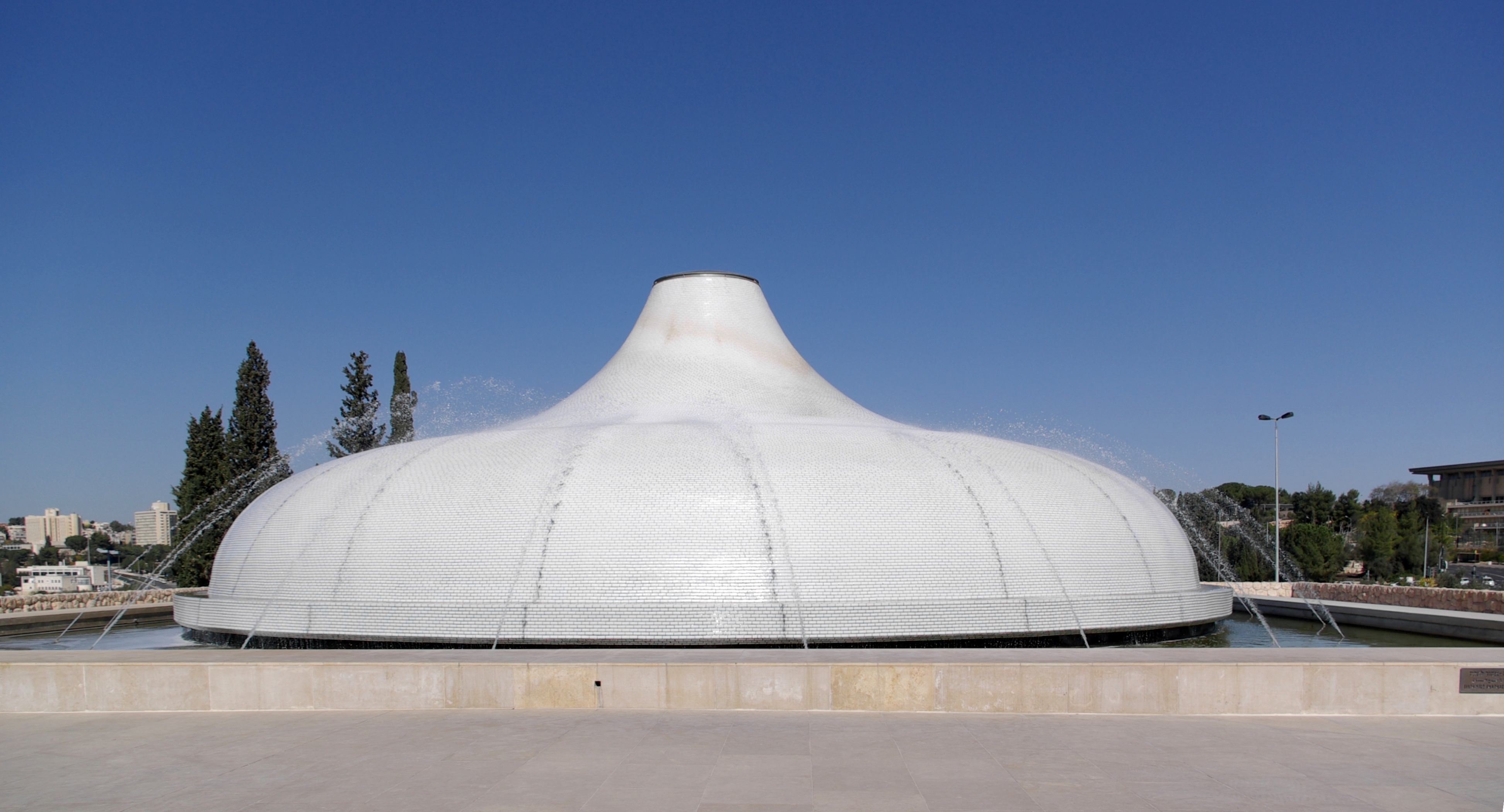
Museo de Israel, en Jerusalén, conserva tesoros preciados para la investigación y la exploración científica y bíblica.

La arqueología bíblica es la parte de la arqueología que se especializa en el estudio de los restos materiales que tienen relación directa o indirecta con los relatos bíblicos, sean estos del Antiguo (Tanaj) o del Nuevo Testamento, y con la historia y cosmogonía de las religiones judeocristianas. El lugar principal de esta parte de las ciencias arqueológicas es lo que en dichas religiones es denominado Tierra Santa, y desde la perspectiva occidental Oriente Próximo. Si bien los elementos principales de la arqueología bíblica son referentes teológicos y religiosos en su mayoría, esta es una ciencia en toda su dimensión metodológica. Como sucede con otros registros históricos de otras civilizaciones, los manuscritos deben ser comparados con otras sociedades contemporáneas de Europa, Mesopotamia y África. Las técnicas científicas empleadas son las mismas de la arqueología en general como las excavaciones y la datación por radiocarbono, entre otras. En contraste, la arqueología del antiguo Medio Oriente trata simplemente del Antiguo Oriente Próximo, o Medio Oriente, sin particulares consideraciones acerca de si sus descubrimientos se relacionan con la Biblia.
La arqueología bíblica es una materia de estudio polémica, con varios puntos de vista sobre cuál es el propósito y las metas que esta tiene o debe tener. En la sección de comentarios profesionales se pueden encontrar diversos puntos de vista de destacados arqueólogos.

## La arqueología
Para comprender el significado de la arqueología bíblica, es necesario comprender primero dos conceptos: la arqueología como marco científico y la Biblia como objeto de investigación. La arqueología es una ciencia, no en sentido aristotélico cognitio per causas, sino en el sentido moderno como conocimiento sistemático. Sobre este punto amplía Vicente Vilar que la arqueología es al mismo tiempo técnica y ciencia: como técnica busca los restos materiales de las civilizaciones antiguas y trata de reconstruir en lo posible el ambiente y las organizaciones de una o varias épocas históricas; como ciencia moderna es bastante reciente y, como dice Benesch, es una ciencia de apenas doscientos años y, sin embargo, ha hecho cambiar definitivamente nuestra idea sobre el futuro. Podría pensarse que la arqueología tendría que hacer caso omiso de los datos ofrecidos por las religiones y por muchos sistemas filosóficos. Contrariamente, aparte del mucho material factual que ellos producen como lugares de culto, elementos del orden sagrado y otras cosas científicamente observables, existen otros aspectos que son igualmente importantes para la investigación científica arqueológica como los ritos, libros sagrados y las costumbres. El mito es comúnmente utilizado en arqueología y en historia como una pista de lo que este esconde en su trasfondo, proceso llamado por Bultmann la «desmitificación» —el más notable ejemplo son los poemas de Homero y la ya no tan mítica ciudad de Troya—. Esta nueva percepción contemporánea del mito, desarrollada principalmente por Bultmann, motivó a ciencias como la arqueología a buscar en los territorios señalados en los relatos bíblicos.

## Arqueología bíblica
La arqueología bíblica es la disciplina que se ocupa de la recuperación e investigación científica de los restos materiales de culturas pasadas que pueden iluminar los periodos y descripciones de la Biblia. Un amplio arco de tiempo que comprende entre el año 2000 a. C. y 100 d. C. Otros autores prefieren hablar de «arqueología de Palestina» y con ello determinan aquellos territorios que están al este y al oeste del río Jordán. Este último señalamiento lleva a concluir que la «arqueología bíblica», o de «Palestina», está circunscrita a los territorios que sirvieron de escenario en los relatos bíblicos.
La razón de ser de la arqueología bíblica radica en que permite un conocimiento científico de los pueblos que habitaron las llamadas tierras bíblicas, su historia, su cultura, su identidad y sus desplazamientos, lo que hace posible una ubicación concreta de los relatos y confrontarlos con su historicidad, no siempre coincidente. Sobre este punto dice Kaswalder que, anteriormente, la escuela estadounidense e israelí de arqueología bíblica recurría a la arqueología como prueba de la historicidad de los relatos bíblicos, como lo hacían autores de la talla de W.F. Albright, G.E. Wright y Y. Yadin. Hoy, en cambio, la arqueología no pretende probar las afirmaciones de la Biblia sino descubrir el mundo histórico en el cual los libros bíblicos tomaron consistencia y significado. De esta orientación, anunciada por P. Kaswalder, se puede retener lo siguiente, de acuerdo a la clasificación presentada por el papirólogo catalán Joan Maria Vernet:
- La arqueología bíblica puede iluminar los conocimientos que tenemos acerca de algunos datos históricos descritos en los relatos bíblicos como gobernantes, personajes, batallas y ciudades.

- Esta puede describir algunos detalles concretos reflejados en los libros bíblicos, por ejemplo el Túnel de Ezequías, la piscina de Betesda, el Gólgota y otros que efectivamente corresponden a lo que describen los relatos bíblicos.
- La arqueología bíblica presta una ayuda fundamental a los estudios exegéticos.

## Espacio

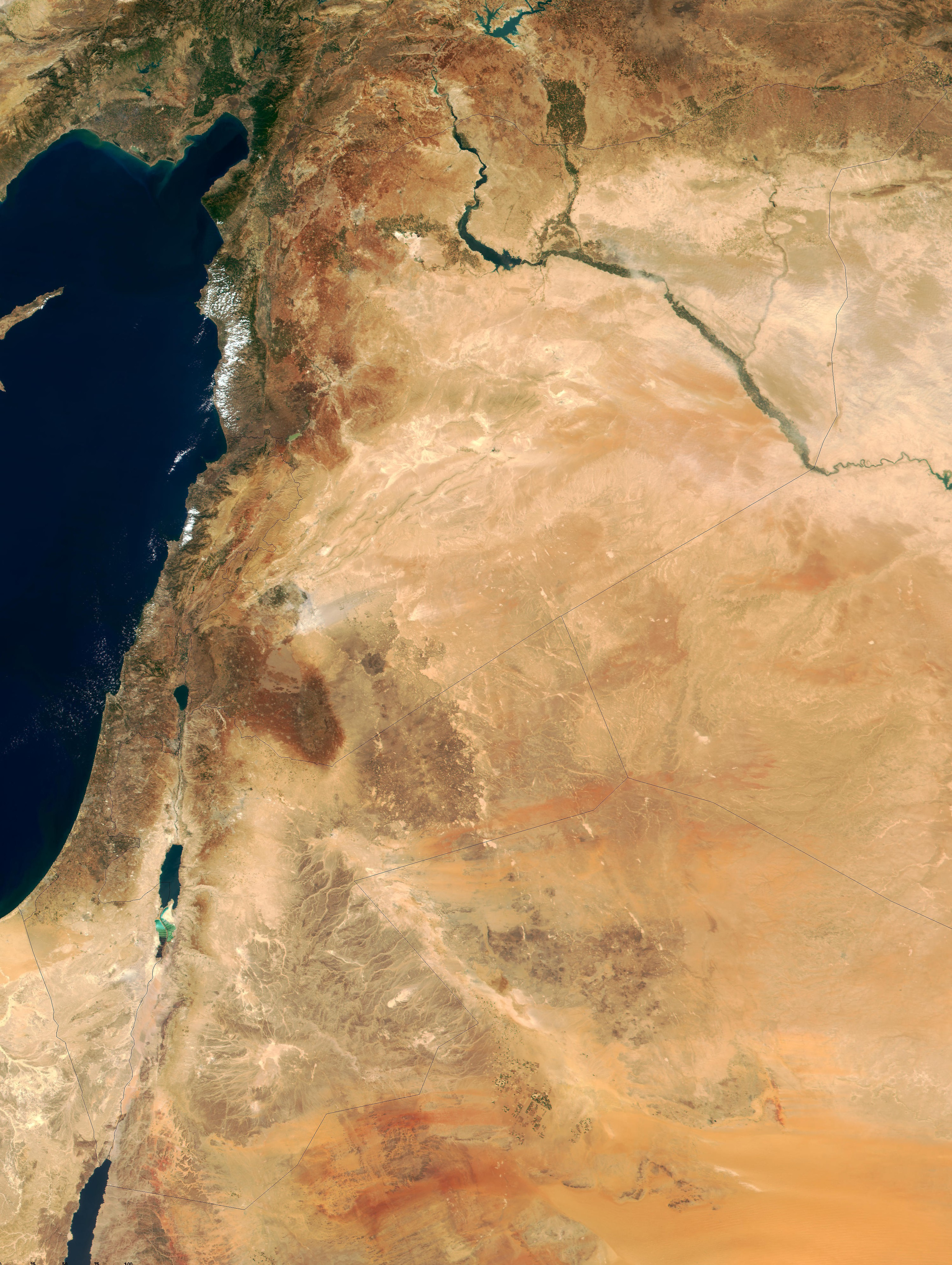
El territorio conocido como Próximo Oriente fue sin duda escenario de los acontecimientos que inspiraron la redacción de los textos bíblicos

El espacio geográfico en el que se circunscribe la arqueología bíblica es sin duda las tierras bíblicas, llamadas también de manera religiosa «Tierra Santa». Sobre este punto existen muchas perspectivas de los autores, pero de manera muy particular, los trabajos de arqueología bíblica se centran en la Tierra de Israel, Palestina y Jordania. Para muchos autores existen otros escenarios mencionados por los relatos bíblicos y de una gran importancia para su hilo conductor: Egipto, Siria y Mesopotamia en el cual coinciden sobre todo científicos interesados en el Tanaj. Asia Menor, Macedonia, Grecia y Roma tienen más conexión con los relatos neotestamentarios.

## Tiempo
De la misma manera que los criterios espaciales varían según los diversos puntos de vista de autores diferentes, también sucede lo mismo con los criterios temporales. Kaswalder comenta:
- Comprende un periodo que va del IX milenio a. C., que corresponde a las primeras dataciones neolíticas de Jericó, hasta el año 700 que marca los inicios de las invasiones musulmanas. Este arco de tiempo es considerado por algunos autores evidentemente muy amplio y discutible.
- Un segundo periodo más estrecho y más delimitado por los relatos bíblicos, es decir, desde la Edad del Bronce medio, hacia el año 2000 a. C. que corresponde desde los Patriarcas (Abraham, Isaac y Jacob), hasta finales del siglo I, con la muerte del último apóstol, Juan el Evangelista y el fin de la llamada «Iglesia Apostólica».[10]

## Historia
La historia de la arqueología bíblica es tan reciente como la de la arqueología en general y, lógicamente, su desarrollo tiene que ver con el descubrimiento de hallazgos antiguos de primera importancia para la misma. Los siguientes son los hallazgos arqueológicos bíblicos más importantes de las últimas décadas según la recopilación del Centro de Estudios Ratisbone de Jerusalén:

### Algunos descubrimientos

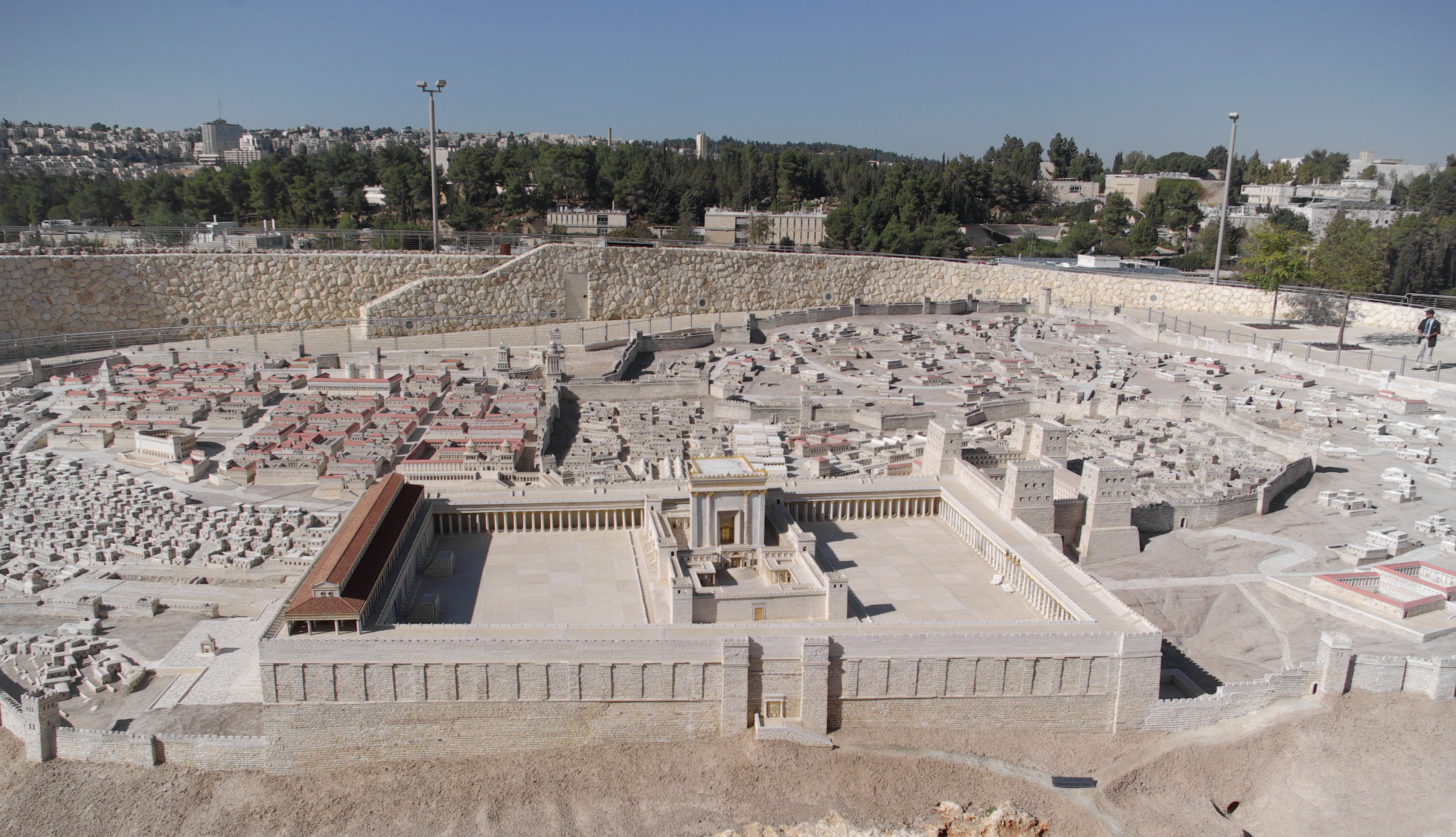
Una reconstrucción de la Jerusalén del, posible gracias a los aportes de la Arqueología Bíblica.

- El Papiro P52, el texto más antiguo del Nuevo Testamento conocido, fue descubierto en 1920, en el desierto de Egipto Medio, y sacado a la luz pública en 1935.
- Los Manuscritos del Mar Muerto, descubiertos en las cavernas de Qumrán en 1947 por beduinos y cuyas excavaciones se iniciaron en 1950.
- Entre 1962 y 1963 se descubrió el Papiro[12] de Wadi Daliyyat o Papiro de Samaria de época persa.
- En 1964 se descubrió el Papiro de Ketej-Jericó de época persa-helenística.
- En 1991 se descubrió la llamada Tumba de Caifás, aunque no está cerrada su identificación como tal.
- En 1993 se descubrió la estela de Tel Dan.
- En 1996 se descubrió la inscripción del Tel Mikné con el nombre de la ciudad filistea de Ekron y una lista de sus reyes.
- En 1997 se descubrió el antiguo monasterio de Katisma.
- En 1998 se descubrió la Sinagoga de Jericó datada del año 75 a. C. (Ehud Netzer).
- En 2007 se descubrió la tumba de Herodes.

La arqueología bíblica es también objeto de célebres falsificaciones motivadas por múltiples intereses. Una de las más célebres se presentó en 2002, cuando se publicó el supuesto hallazgo de un osario con una inscripción que decía «Jacob, hijo de José y hermano de Jesús». En realidad el hallazgo se había producido veinte años atrás, tras los cuales la pieza sufrió un extraño cambio de manos y la inscripción se hizo posteriormente, dado que ni siquiera corresponde al patrón de la época.

### Etapas de la arqueología bíblica
El desarrollo de la arqueología bíblica ha tenido diferentes periodos que la han marcado, a saber:
- Antiguos: Aunque consideremos a la arqueología como una ciencia moderna, es necesario reconocer el hecho de que muchos autores a lo largo de la historia han dejado documentos valiosos que son hoy un elemento de trabajo imprescindible. Entre muchos de ellos los históricos más importantes son Flavio Josefo, Orígenes, Eusebio de Cesarea y el Diario de Etheria.[14]
- Antes del Mandato Británico: Las primeras exploraciones arqueológicas comenzaron en el siglo XIX primero por parte de europeos y después de israelíes. Uno de los arqueólogos bíblicos de esa época de renombre, entre muchos otros, fue Edward Robinson quien descubrió varias ciudades antiguas. En 1865, patrocinado por la Reina Victoria, se crea el Fondo para la Exploración de Palestina y en 1867 se llevan a cabo importantes trabajos alrededor del Templo de Jerusalén por parte de Charles Warren y Charles Wilson,[15] de ahí viene el célebre «Arco de Wilson». En 1870 se funda la Sociedad Americana para la exploración de Palestina (American Palestine Exploration Society), mientras un joven francés de tan solo 21 años, Charles Clermont-Ganneau, llegaba a Tierra Santa para estudiar dos inscripciones notables: la Estela de Mesa en Jordania y la inscripción del Templo de Jerusalén. Para 1890 entraría en escena otra personalidad, que pasaría a la historia como el «padre de la arqueología palestina»: Sir William Matthew Flinders Petrie quien, en un lugar llamado Tell-el-Hesi, sentaría las bases de la exploración metodológica, dando gran importancia al análisis de la cerámica como pista arqueológica. En efecto, los hallazgos de objetos o fragmentos servían para fijar una cronología con bastante precisión, porque en cada momento de la historia la cerámica fue elaborada de forma diferente, y con características propias. En 1889 los dominicos abrirían en Jerusalén un centro de estudios que llegaría a ser del primer orden en el plano de la arqueología bíblica: l’École Biblique et Archéologique Française,[16] en la cual se destacarían en sus inicios personajes como M-J. Lagrange y L. H. Vincent. Guillermo II de Alemania auspiciaría en 1898 la Deutsche Orient Geselschaft y así muchos otros abrieron las puertas al desarrollo de una disciplina naciente y entusiasta, aunque en este tiempo inicial las investigaciones estaban dirigidas solo a demostrar la historicidad de los hechos bíblicos.
- Durante el Mandato Británico de Palestina (1922-1948): La investigación y exploración de Tierra Santa aumentó considerablemente durante este tiempo y fue dominado en gran parte por la genialidad de William Foxwell Albright, C. S. Fischer, los jesuitas, los dominicos y muchos otros. Pero esta época de tanto avance y actividad para la arqueología bíblica se vería cerrada con broche de oro: el descubrimiento de Qumrán en 1947 y cuyas excavaciones serían dirigidas en especial por el francés Roland de Vaux.
- Después del Mandato Británico: 1948 marca el inicio de una nueva época política y social para Tierra Santa con la fundación del Estado de Israel y con ello entran en escena los arqueólogos israelíes. En una primera fase las excavaciones se hicieron preferiblemente en territorio del Estado, pero después de la guerra de los Seis Días estas se extendieron también a los territorios ocupados de Judea y Samaria. Destaca el nombre de la señora Kathleen Kenyon, que dirigió las excavaciones de Jericó y el Ofel de Jerusalén. La señora Chrystall Bennet condujo las excavaciones de Petra y la Ciudadela de Amán. Destacan los museos arqueológicos de los franciscanos y de los dominicos de Jerusalén.

## Escuelas arqueológicas
La arqueología bíblica es materia de permanente debate. Uno de los objetos de mayor disputa es el periodo de la monarquía en Israel y en general la historicidad de la Biblia frente a la cual se pueden definir vagamente dos escuelas del pensamiento: minimalismo y maximalismo bíblicos, así como el método no-histórico de leer la Biblia, es decir la tradicional lectura religiosa de esta. Debe notarse que las dos escuelas no constituyen unidades sino un espectro que hace difícil definir campos y límites, pero se pueden establecer puntos descriptivos.

### Minimalismo bíblico
El minimalismo bíblico o Escuela de Copenhague enfatiza que la Biblia debe ser leída y analizada ante todo como una colección de narraciones y no como un cuidadoso recuento histórico de la prehistoria del Medio Oriente. En 1968 Niels Peter Lemche y Heike Friis escribieron dos ensayos en los que llamaban a una revisión completa en los modos en que se estaba leyendo la Biblia y sacando conclusiones históricas de la misma.
G. Garbini con su Historia e ideología del Israel antiguo, T.L. Thompson con Historia antigua de los israelitas: de fuentes escritas y arqueológicas y P.R. Davies con su obra En búsqueda del «Antiguo Israel», construyen las bases de lo que llegó a ser el minimalismo bíblico. Davies, por ejemplo, dice que el Israel histórico solo puede ser encontrado en los restos arqueológicos, el Israel bíblico se percibe solo en las Escrituras y el Israel antiguo como una amalgama de ambos. Thomson y Davies ven el Antiguo Testamento (Tanaj) como una creación mítica de una minoritaria comunidad de judíos en Jerusalén después del tiempo que la Biblia señala como el retorno del exilio de Babilonia (después del 539 a. C. en adelante). Para esta escuela del pensamiento, ninguno de los más primitivos recuentos bíblicos tiene una solidez histórica y solo algunos de los más recientes poseen pequeños fragmentos de una genuina memoria histórica que son los únicos puntos respaldados por los descubrimientos arqueológicos. En consecuencia, los recuentos acerca de los patriarcas bíblicos son tenidos como ficción, las doce tribus de Israel nunca existieron, tampoco los reyes Saúl y David ni la unidad de la monarquía bajo David y Salomón.

### Maximalismo bíblico
El término maximalismo puede generar confusiones dado que algunos lo relacionan con la «inerrancia bíblica» y no todos los maximalistas pertenecen a dicha doctrina. La mayoría de los maximalistas bíblicos aceptan los descubrimientos de la arqueología y de los modernos estudios bíblicos. Sin embargo, los maximalistas sostienen que todo el conjunto de relatos bíblicos son en realidad referencias históricas y que los más recientes libros tienen mayor solidez histórica que los más primitivos.
La arqueología señala eras históricas y reinos, modos de vida y comercio, creencias y estructuras sociales: sin embargo, solo en muy raros casos, los estudios arqueológicos presentan información acerca de familias individuales, por lo tanto, no es posible esperar ello de la arqueología. Hasta el momento, la arqueología no ha presentado ninguna prueba que asegure o niegue la existencia de los patriarcas. Los maximalistas están divididos en dos temas:
- Unos sostienen que los patriarcas fueron en realidad personajes históricos, aunque los relatos bíblicos acerca de ellos no son siempre precisos, incluso en sentido amplio.
- Otros señalan que algunos o todos los patriarcas pueden clasificarse como personajes ficticios que guardan una leve relación con distantes personajes históricos.

Los maximalistas bíblicos están de acuerdo en que las doce tribus de Israel existieron, aunque ello no signifique necesariamente que los recuentos bíblicos acerca de ellas correspondan del todo a la realidad histórica. También están de acuerdo en la existencia de grandes figuras como Saúl, David, Salomón, la monarquía de Israel y Jesús; pero la gama de posiciones dentro del maximalismo es amplia e incluso algunos autores pueden presentar leves diferencias con los minimalistas.

### Conflictos entre minimalistas y maximalistas
En 2001 Israel Finkelstein y Neil Asher Silberman publicaron La Biblia desenterrada: Nueva visión arqueológica del Israel Antiguo y el origen de sus textos sagrados, donde expusieron un término medio hacia el minimalismo bíblico. El libro ocasionó una fuerte reacción entre los más conservadores. Durante el XXV Aniversario del magazín Biblical Archeological Review (Reseña de arqueología bíblica), en la edición de marzo-abril de 2001, el editor Hershel Shanks citó numerosas fuentes de arqueólogos y biblistas que insistían en que el minimalismo estaba muriendo. En 2003, Kenneth Kitchen, un prominente maximalista, autor del libro Fiabilidad del Antiguo Testamento, criticó la obra de Finkelstein y Silberman. Jennifer Wallace diría de Israel Finkelstein en su artículo Tierra movida en la Tierra Santa:
Él [Finkelstein] cita el hecho —ahora aceptado por la mayoría de los arqueólogos— que muchas de las ciudades que Josué se supone saqueó a finales del siglo XIII a. C. habían dejado de existir para ese tiempo. Hazor fue destruida a mediados de ese siglo, Ai fue abandonada antes de 2000 a. C.. Incluso Jericó, cuando se dice que Josué derribó las murallas después de dar siete vueltas a la ciudad con el retumbe de trompetas, fue destruida en 1500 a. C.. Ahora controlada bajo la Autoridad Palestina, los sitios de Jericó consisten en hoyos y trincheras desmoronados que testimonian un siglo de infructuosas excavaciones.
Sin embargo, los maximalistas ubican típicamente a Josué a mediados del segundo milenio y no en el siglo XIII a. C. como Finkelstein asegura y ven los estratos de destrucción de las murallas como una corroboración del relato bíblico. La destrucción de Hazor a mitad del siglo XIII es vista como una corroboración del relato bíblico como es registrado en el Libro de los Jueces. La localización que Finkelstein hace de Ai es generalmente descalificada como la «bíblica Ai», dado que se parte de la idea que esta fue destruida y enterrada en el tercer milenio y por lo tanto su ubicación era desconocida al autor del Libro de Josué.
Hoy podemos afirmar que no abunda ni un minimalismo radical escéptico ni un maximalismo triunfal: las posturas, aun manteniendo cierta tendencia hacia uno u otro lado, suelen ser más equilibradas y el diálogo académico entre unos arqueólogos y otros es frecuente y respetuoso.

## Sitios arqueológicos

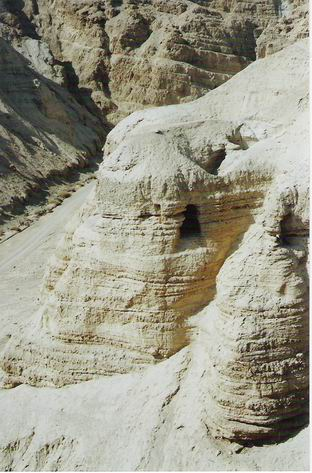
Las Cuevas de Qumrán en donde se hizo el hallazgo arqueológico bíblico más importante de todos los tiempos, en el valle del mar Muerto.

En la actualidad las zonas bíblicas están llenas de excavaciones, sitios arqueológicos y museos abiertos al público en general. Entre los más destacados se pueden contar:
- El Santo Sepulcro: Un complejo que pretende comprender la tumba de Jesús y el Calvario. Evidencias de tumbas judías, artefactos romanos, construcciones constantinas e influencias otomanas.
- El Museo de Israel: Reúne objetos de un valor universal incuestionable no solo para los estudios bíblicos, sino para la historia y prehistoria del llamado Medio Oriente. Este Museo es sin duda uno de los más importantes del mundo.
- El Túnel de Siloé: Pasa por debajo de la Ciudad Vieja de Jerusalén y es uno de los elementos declarados en la Biblia tanto en la Tanaj como en el Nuevo Testamento.
- La Barca de Pedro: Uno de los últimos hallazgos fue una barca enterrada entre el fango a orillas del Lago de Galilea y con sorpresa datado del siglo I, es decir, del tiempo de Jesús. Por esta razón ha sido llamada como la Barca de Pedro porque permite darse una idea del tipo de naves que usaban los pescadores que conoció Jesús.
- Kiryit Qumrán: Para muchos es quizá uno de los hallazgos más importantes de todos los tiempos. Compuesto del Kiryit o ruinas de lo que era el monasterio de la congregación judía de los esenios, las cavernas en donde se encontraron papiros y códices de Libros del Tanaj, no del Nuevo Testamento como sugerían algunos en principio, el cementerio de los monjes y muchos otros elementos que cambiaron la historia de los estudios bíblicos. De este sitio tan especial sale además la célebre polémica del 7Q5, un trozo diminuto de papiro de difícil identificación que el papirólogo español Josep O’Callaghan Martínez, respaldado por el exégeta alemán Carsten Peter Thiede, concluyó era un segmento de un texto neotestamentario y cuya polémica sigue en la actualidad.

### Edificaciones bíblicas confirmadas
- La ciudad de Gabaón.[27]
- El Túnel de Ezequías:[28] Un túnel de 533 metros fue construido para proveer a Jerusalén de agua subterránea en prevención de la invasión asiria de 701 a. C.
- Las Murallas de Jericó: Una destrucción de las Murallas de Jericó data de aproximadamente 1550 a. C., al final del Bronce Medio a causa de un sitio o un terremoto en el contexto de un estrato quemado denominado Destrucción Ciudad IV. Existen discusiones acerca de si dicha destrucción corresponde a la descrita en la Biblia o no. De acuerdo con el relato bíblico, los israelitas destruyeron la ciudad después de que sus murallas cayeron alrededor de 1407 a. C. Las excavaciones de John Garstang, en 1930, datan la destrucción de Jericó hacia 1400 a. C., un dato por confirmar, pero las excavaciones de Kathleen Kenyon, en 1950, se dataron hacia 1550 a. C. Bryant G. Wood criticó el trabajo de Kenyon después de que sus notas de campo estuvieron al alcance. Wood observó ambigüedades en las investigaciones y pruebas con el carbono 14 en el estrato quemado que daban como resultado el año 1410 a. C., con cuarenta años de margen. En tal sentido Wood confirmó las conclusiones de Garstang. Sin embargo, dicha prueba de carbono fue el resultado de una mala calibración. En 1995, Hendrik J. Bruins y Johannes van der Plicht utilizaron una prueba de radiocarbono de alta precisión para dieciocho muestras de Jericó, incluidas seis muestras de cereal carbonizado, del estrato quemado, que dieron como resultado una antigüedad superior, hasta 1562 a. C., con un margen de treinta y ocho años.[29][30][31]
- La Rampa del sitio de Lakís: La ciudad de Lakís fue capturada por el rey asirio Senaquerib en 701 a. C.
- Piscina de Siloé: La piscina, ubicada al sureste de las murallas de la ciudad, es receptora de las aguas del Túnel de Ezequías.
- Segundo Templo: Ampliación de Herodes el Grande.
- Templo de Siquem: Datado en la Edad del Bronce, mencionado en Jueces 9.
- Túmulos: 19 túmulos localizados al occidente de Jerusalén han sido datados sin dudas del tiempo de la Monarquía de Judea, pero es posible que representen sitios a la memoria de los reyes mencionados en 2 Crónicas 16, 14; 21, 19; 32, 33 y el Libro de Jeremías 34, 5.
- Templo de Diana de los Efesios.

### Objetos de excavaciones documentadas
- Los Ostraca de Arad.

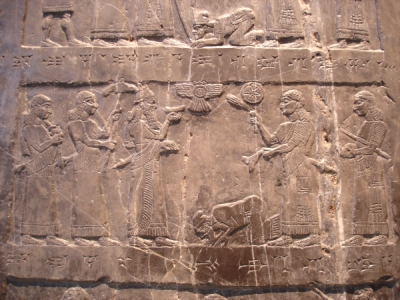
Jehú a los pies de Salmanasar III en el Obelisco Negro.

- Los textos de Balaam: tinta sobre yeso, encontrados en Deir ʿAllā en Jordania (Números22-24).
- El Obelisco Negro de Salmanasar III que representa a Jehú, rey de Israel, según 2 Reyes 8-10, o a alguno de sus embajadores.[32][33]
- El osario familiar de Caifás descubierto en Jerusalén en 1990.
- Los archivos cuneiformes de Ebla (Tell Mardikh): Descubiertos en 1975 incluyen el nombre de tres personajes relacionados con los patriarcas bíblicos,[34] entre ellos el de Ebrum, que algunos identifican con el patriarca bíblico Heber.[35]
- La inscripción de Ecrón: Descubierta en 1993 en Tell Mique.
- Los Ostraca de Gath:
  - Encontrada por A. Maeir cuando realizaba las excavaciones de Tel es-Safi en 2005.
  - Texto inciso, de nueve letras, que presenta dos nombres filisteos (אלות ולת) etimológicamente relacionados con Goliat (גלית).
- Asas de vasija GBON (גבען): Fueron recuperadas de la piscina de Gabaon y tenían algunas inscripciones:
  - Algunas con la inscripción «Hananiah» que puede tener relación con la persona mencionada en Jeremías 28, 1.
  - Otros nombres inscritos son: Amariah, Azariah, Domla, Geder, Hananiah, Neri, Shebuel
- Sello de Gemariah ben Shaphan: Impresión en bula:
  - Encontrada durante las excavaciones de Yigal Shiloh en 1983, probablemente perteneciente a la persona mencionada en Jeremías 36, 10.
- Inscripción de la Casa de David en la Estela de Tel Dan:
  - Consiste en tres fragmentos: el primero y más extenso fue descubierto en 1993 y dos fragmentos menores en 1994.
- Ostraca de Izbet Sartah: Dos fragmentos encontrados en una excavación de 1976.
  - Cinco líneas incisas de 80 a 83 letras (las lecturas de los editores varían) en donde la última línea corresponde a un abecedario.[36]
- Jaazaniah, siervo del rey (ליאזניהו עבד המלך) sello con ícona de pelea de gallos:
  - Encontrada en la tumba 19 en Tel en-Nasbeh (probablemente la bíblica Mispah).
  - Posiblemente perteneciente al capitán del ejército en Mizpah mencionado en 2 Reyes 25, 23.
- Jehucal ben Shelemia ben Shobi (יהוכל בן שלמיהו בן שבי): Sello estampa en bula.
  - Encontrado en las excavaciones de Eilat Mazar en el supuesto palacio del Rey David en 2005. Probablemente perteneciente a la persona mencionada en el relato de Jeremías 37, 3 y 38, 1.[37]
- Ostraca de Laquis:
  - Textos descubiertos en 1930 que describen acontecimientos de finales del siglo VII, poco después del final de la conquista de los caldeos.
  - Carta n.º 3 menciona una advertencia del profeta.
  - Carta n.º 4 menciona Laquis y Azekah como los últimos lugares conquistados, tal como registra Jeremías 34, 7.
  - Carta n.º 6 describe una conspiración, reminiscencia de Jeremías 38, 19 y 39, 9, utilizando una fraseología casi idéntica a 38, 4.
- Tallas de Laquis: Del palacio de Senaquerib en Nínive, describiendo la conquista de esta ciudad.
- El cilindro de Nabonidus:
  - Inscripción cuneiforme encontrada en el Templo de Shamash en Sippara que menciona a Baltasar como hijo del último rey de Babilonia.
  - En los capítulos V, VII y VIII de Daniel se menciona a Baltasar como rey, pero ello fue probablemente debido a la conversión aramáica (por ejemplo, la inscripción bilingüe en la estatua de Haddayishi de Gozan lo llama «gobernador» en acadio pero «rey» en arameo). También es de notar que Baltasar ofrece a Daniel el «tercer puesto» en el reino, como recompensa, en lugar del segundo.[38]
- Pim de peso (pesas):
  - Las primeras pesas fueron encontradas por R.A.S. Macalister en Gezer. Fueron encontrados desde entonces muchas más.
  - Palabra inscrita, desconocida, que permite una mejor traducción de 1 Samuel 13, 21.
- Inscripción de Poncio Pilatos encontrada en el teatro romano de Cesarea:
  - El prefecto de Judea, Poncio Pilatos, erigió el Tiberium en honor de Tiberio César.
  - Texto actual de la tercera línea de la inscripción (las partes erosionadas van entre corchetes, y en negrilla aquellas cuya interpretación es discutida):

- La conquista de Samaria por Sargón II (ANET 284), encontrada por P.E. Botta en Khorsabad en 1843: «sitié y conquisté Samaría, deporté 27.290 habitantes de esta... Reconstruí el pueblo mejor de como era y establecí allí gente de otros países que yo mismo hube conquistado» (Cfr. 2 Reyes 17, 23-24).
- Sello de Ben Immer (ליהו [בן] אמר[?]) estampado en bula:
  - Encontrado el 27 de septiembre de 2005 cuando se analizaban cuidadosamente escombros provenientes del Templo Monte de Jerusalén de 1999.
  - Es posible que se relacione con un sacerdote que sirvió en el Templo de Salomón según Jeremías 20,1.
- Inscripciones de Tiglath-Pileser III encontradas por A.H. Layard en Nimrud:
  - ANET 282: «Recibí el tributo de... Jehoahaz de Judea» (incidente no mencionado en la Biblia).
  - ANET 283: «En cuanto a Menajem lo abrumé... puse a Oseas como rey sobre ellos» (perspectiva distinta a 2 Reyes 15, 19 y 17, 3).
- La piedra de Zayit:
  - Piedra redondeada incisa con abecedario paleo-hebreo y numerosos restos con inscripciones encontrados en Zeitah (Tel Zayit) en un estrato datado en el siglo X a. C.

### Objetos de procedencia conocida, pero que no provienen de excavaciones
Los objetos del siguiente elenco vienen de estudios del siglo XIX y colecciones indocumentadas cuya procedencia no es relevante a pesar de la genuina naturaleza de su contenido. En otras palabras, fueron descubiertos en un tiempo en el cual el conocimiento era limitado y no hay razones para creer que hubieran sido falsificaciones.
- Los papiros de Elefantina:
  - Datados del periodo persa del archivo de una comunidad judía de Elefantina, Egipto.
  - Uno fue escrito por uno en Jerusalén de nombre Ananías que pudo ser la persona mencionada en Nehemías 7,2.
- El monolito Kurkh de Salmanáser III encontrado por J.E. Taylor, cónsul británico en Diyarbekir en 1861 en el cual se mencionan «2000 carros, 10 000 soldados de infantería de Ahab el israelita» (incidente no mencionado en la Biblia).
- Inscripción de Nazaret:
  - Tabla de mármol con un Edicto del César proscribiendo la pena capital a los violadores de tumbas, datable del siglo I a. C. La Frohner Collection asegura que la adquirió en Nazaret en 1878.
- Estela de Merenptah:
  - Contiene la más antigua referencia egipcia acerca de los israelitas en la tierra de Canaán.
- Estela de Mesa:
  - Inscripción moabita descubierta en Dhiban, Jordania en 1868 que menciona a un rey israelita, Omri.
- Inscripción de Siloam:
  - Situada originalmente a la salida del Túnel de Ezequías.
  - Sustraída de Jerusalén en 1880.

### Objetos de procedencia desconocida, discutida o desaprobada
Los objetos de esta lista vienen en general de colecciones privadas por medio de antiguos mercados. Su autenticidad es altamente controvertida y en algunos casos se ha podido demostrar su falsedad.
- El Arca de la Alianza:
  - La Iglesia Ortodoxa etíope en Axum, Etiopía, asegura que la posee. La tradición local sostiene que esta fue traída a Etiopía por Menelik I después de una visita al rey Salomón.
- Objetos originarios de «antigüedades» del traficante Oded Golan. En diciembre de 2004 fue acusado por la policía israelí junto a otros cómplices, por falsificar los siguientes objetos:
  - El osario de Santiago con la inscripción «Jacob hijo de José, hermano de Jesús», sospechosa de haber sido inscrita en un osario antiguo genuino.
  - Las tablas de Joash (Johoash) registrando reparaciones del Templo de Jerusalén, sospechas de haber sido talladas en auténticas piedras antiguas.
  - Varias óstracas mencionando el Templo o nombres bíblicos.
  - Un candelabro de piedra de siete brazos con decoraciones de una menorá del Templo.
  - Un sello de piedra con bordes de oro atribuido al rey Manase de Judea.
  - Un plato de cuarzo con una inscripción en egipcio antiguo indicando que el ministro de guerra del rey Shishek conquistó la antigua ciudad de Meggido.
  - Una granada de marfil con una inscripción que dice «propiedad de los sacerdotes del Templo» grabada en una auténtica pieza antigua de marfil.
  - Numerosas bulas incluyendo algunas que mencionan figuras bíblicas como el rey Ezequías de Judea, el escriba Baruc y el profeta Isaías.
- Los restos del Arca de Noé han sido localizados por numerosos grupos de arqueólogos e individuos. Muchos estudiosos consideran que dichos hallazgos pertenecen a la pseudoarqueología.
  - El arqueólogo Ron Wyatt asegura haber localizado el Arca en el último punto en donde reposó. Desde su muerte ha sido aclamado por muchos creyentes bíblicos. Una constelación de páginas de Internet acerca de él han surgido y muchos han fabricado informaciones acerca de él y sus descubrimientos.

### Un grupo creacionista italiano, de nombreLa Narkas, es el más reciente de los numerosos grupos que aseguran conocer el punto exacto de la localización de los restos del Arca de Noé, en la cima delMonte Ararat, en la frontera entreTurquíayArmenia.[39]
- - En 2004 todavía una expedición fue al Monte Ararat, en Turquía, con la intención de localizar el Arca. Muestras del lugar fueron sometidas a prueba por geólogos y científicos nucleares. Un instituto oficial del gobierno de Nueva Zelanda encontró que se trataba de rocas volcánicas y no de madera petrificada.
- Síndone, Sábana Santa o Sudario de Turín:
  - Críticos aseguran que esta contiene una pintura de Jesús realizada en la Edad Media. Otros sostienen que la imagen fue formada por un proceso energético que oscureció las fibras (tal como rayos de luz en el instante de la resurrección). Pruebas de radiocarbono ubican su antigüedad en la Edad Media, pero algunos analistas sugieren que las pruebas son erróneas debido a exposiciones que han contaminado las fibras.
- El pilar de Jacob:
  - Por siglos esta roca ha sido parte integrante de la ceremonia de coronación de los reyes británicos. Se cree que fue la roca sobre la cual Jacob (después llamado Israel), recibió una visión y una grieta en esta fue el resultado de los golpes que le dio Moisés en el intento de sacar agua de la misma.
- El velo o paño de la Verónica:
  - Una tela con el rostro de un hombre impreso en la misma. Los creyentes creen que fue el paño utilizado por la Verónica para limpiar el rostro de Jesús en la Vía Dolorosa, camino del Calvario. Los críticos dicen que parece ser una imagen pintada.

## Manuscritos bíblicos más antiguos

### Manuscritos del mar muerto
Orígenes en el año 217 cerca de Jericó encontró unos manuscritos dentro de una vasija y utilizó algunos de los salmos contenidos allí. Posteriormente, en el siglo IX, se supo de otro hallazgo realizado por judíos que informaron de ello a una iglesia cristiana. 
Los primeros siete rollos de pergamino, que con certeza proceden de Qumrán, los encontraron por casualidad dos pastores beduinos de la tribu Ta'amireh en 1947 en una de las cuevas mientras perseguían a una de sus cabras. Estos rollos se vendieron (troceados, para aumentar su precio) a dos anticuarios de Belén. Cuatro de ellos se revendieron por una pequeña cantidad al archimandrita del monasterio sirio-ortodoxo de San Marcos en Jerusalén, Atanasio Josué Samuel (más conocido como Mar Samuel). Los tres siguientes terminaron en manos del profesor judío Eleazar Sukenik, arqueólogo de la Universidad Hebrea de Jerusalén, quien, dándose cuenta de su valor, los compró en 1954. Posteriormente, se publicaron copias de los rollos, despertando un interés masivo por parte de arqueólogos bíblicos. La publicación de las copias daría como resultado el hallazgo de otros seiscientos pergaminos y cientos de fragmentos más.
Lo más importante del hallazgo es la antigüedad de los manuscritos, que en su mayoría datan del siglo III a. C. al siglo I d. C. Esto los sitúa entre algunos de los textos más antiguos del Tanaj o Antiguo Testamento bíblico disponibles en lengua hebrea; y también permite estudiar importantes fuentes teológicas y organizativas del judaísmo y del cristianismo. Se cree que los ocultaron los esenios para preservarlos de la guerra de los romanos contra los rebeldes judíos en aquellos años.
Debido a las once cuevas en las que fueron hallados, la denominación de cada fragmento se hizo indicando primero el número de la cueva en la que fue hallado, seguido por la letra Q (o sea 1Q, 2Q, 3Q, etcétera).

### Rollos de Ketef Hinnom
Dos rollos (o amuletos) de plata fueron descubiertos en 1979 en Ketef Hinnom, un sitio arqueológico al suroeste de la Ciudad Vieja de Jerusalén, y se descubrió que contenían una variación de la Bendición Aaronica de Números 6:24–26. Están datados entre el siglo VII y el VI a. C.

## Disciplinas relacionadas
Como toda ciencia, la arqueología y su rama bíblica tienen sus propias especializaciones así como su trabajo interdisciplinario. Ya se mencionó que la arqueología debe servirse y trabajar en equipo con disciplinas como la antropología, la geología y otras ciencias que permiten darse una idea del mundo antiguo. Otras disciplinas como la filosofía, la teología, la exégesis, la hermenéutica, se sirven de los resultados científicos de esta. Por ejemplo, la Biblia utiliza un lenguaje recurrente simbólico que puede hacer pensar que cuanto allí se menciona puede pertenecer al plano estrictamente teológico y por lo tanto no necesariamente verificable. Sin embargo, gracias a la arqueología, muchos pasajes bíblicos han hallado una explicación más concreta, sin que por ello se quiera decir que la relación arqueología-estudios bíblicos sea pacífica o imprencindible. Hoy, y gracias a esta disciplina, se sabe por ejemplo que los muros de Jericó mencionados en el libro de Josué y cuyas ruinas han sido excavadas, pueden datarse en un tiempo que coincide con la inmigración israelita en la Tierra Prometida.

### Papirología

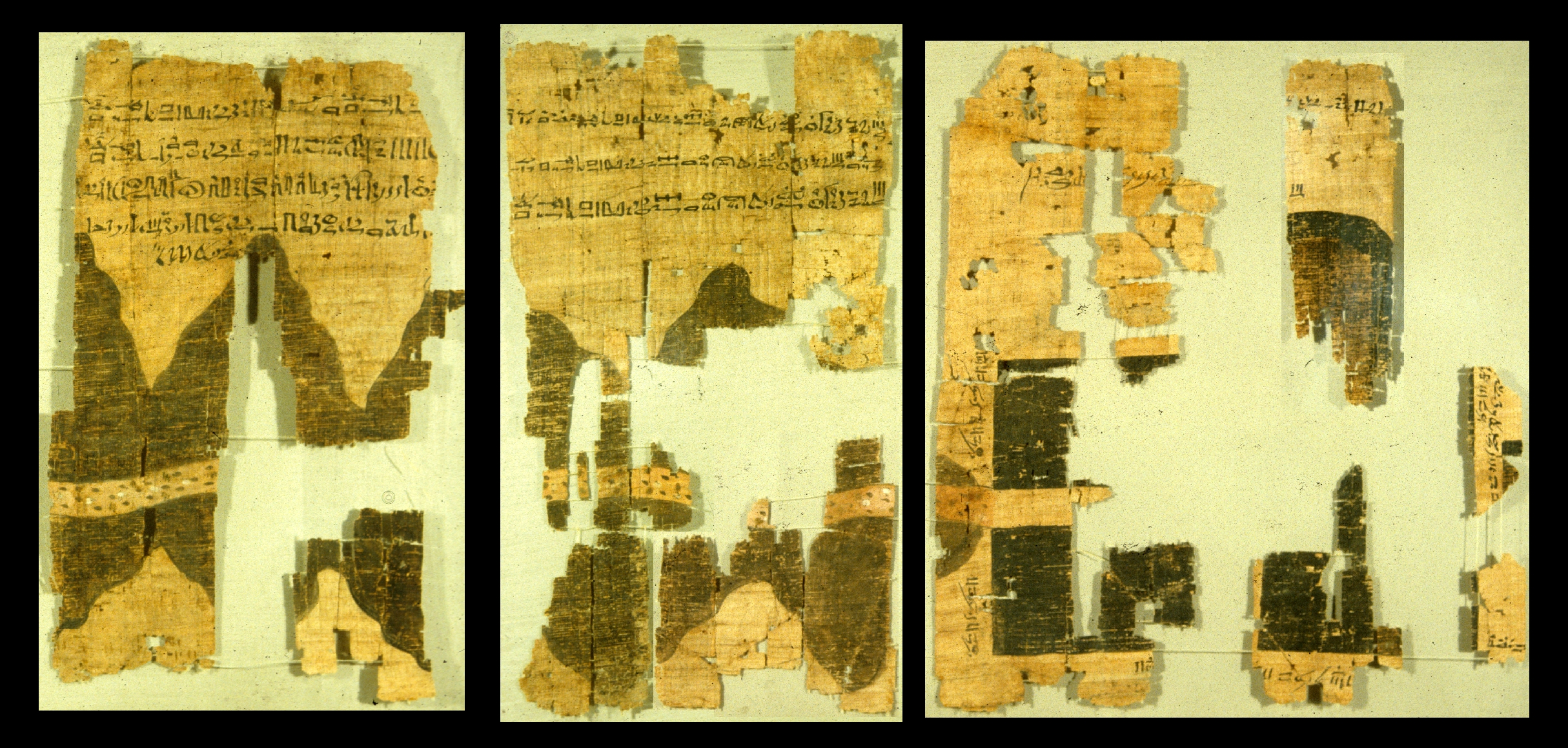
El Papiro de Turín, fragmentos de un antiguo mapa de Egipto. Los papiros son los documentos tangibles más antiguos que tenemos y las más importantes pruebas de la antigüedad y originalidad de un texto.

La papirología tiene una relación especial con la arqueología en general y es una de las más autorizadas en el terreno bíblico. Gracias a los papirólogos y su paciente labor de búsqueda, reconstrucción e investigación, ha sido posible determinar la datación de numerosos documentos antiguos y la originalidad o no de sus autores. Muchos de los libros bíblicos que se publican en la actualidad en modernas imprentas o medios digitales, fueron escritos inicialmente sobre hojas de papiro. Obviamente, la gran mayoría de esos originales se perdió y solo quedan copias de copias. Qumrán se convirtió en la principal fuente de papiros sobre los libros bíblicos canónicos y apócrifos (un total de 800 documentos estaban guardados en el interior de jarras de arcilla, 98 % de ellos referentes a temas religiosos como libros bíblicos, reglas de la comunidad de los esenios y solo un papiro es, posiblemente, del Nuevo Testamento: 7Q5.
Otros lugares que han contribuido a proveer papiros antiguos son los siguientes:
- Las genitzas de antiguas sinagogas: La genitza es un espacio en donde se guardan libros viejos que ya no se utilizan en la comunidad, pero que no quieren tirarse por respeto a su contenido. Esta tradición de respeto por el material escrito sagrado ha permitido que documentos sean conservados por siglos en dichos lugares.
- Los monasterios: De la misma manera, los antiguos monasterios han sido una fuente valiosa para la conservación de material escrito.

Los papiros son normalmente identificados por el nombre del arqueólogo que lo encontró, que lo identificó, el sitio, o numeraciones convenidas por la comunidad científica de la especialidad. Entre los papiros bíblicos más célebres tenemos el Rylands que corresponde a un texto de Juan 18, 31-33 y 37 y 38, encontrado en Egipto, y datado en el año 125. El papiro Bodmer contiene fragmentos de Lucas y Juan. El papiro Chester Beatty, encontrado en Egipto, contiene textos de la Tanaj en griego y está datado entre el siglo II y el siglo IV.

### Fragmentos de cerámica y pergamino

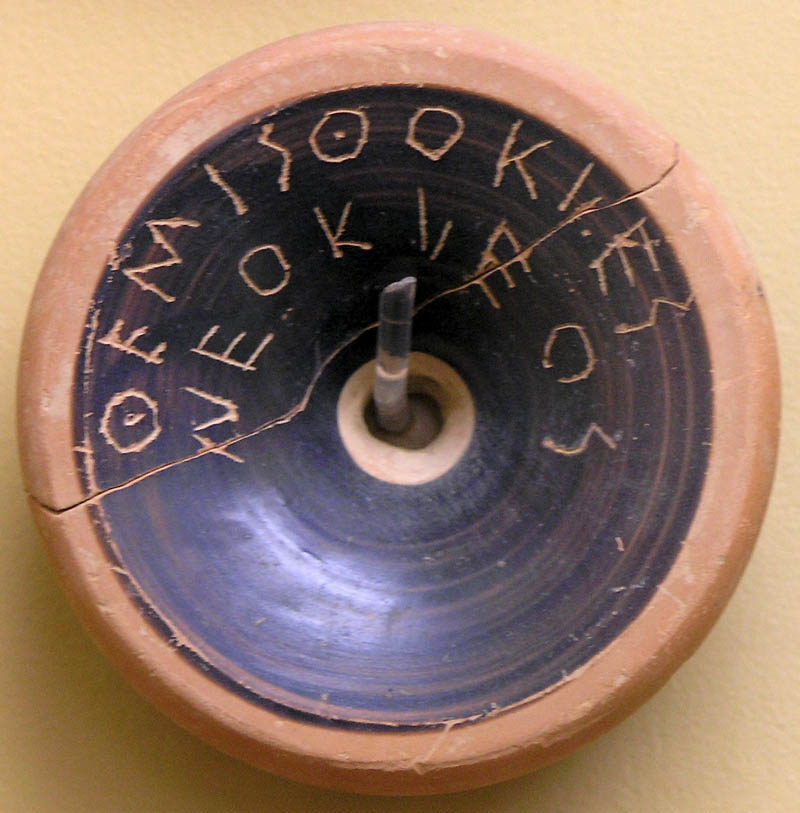
Ostracon que contiene el nombre de Temístocles, hacia 490-480 a. C. Museo del Ágora de Atenas.

De igual importancia para la arqueología es el ostracon, una forma muy popular en la antigüedad y alternativa a la escritura en papiro y en pergamino. Si bien tanto el pergamino como el papiro resultaban costosos (por ejemplo la planta del papiro crece en el delta del Nilo), la cerámica en cambio era de más fácil acceso, sobre todo en lo que tenía que ver con pinturas que dan una idea de la cultura y la antropología de los antiguos.
Otro material buscado y apreciado por los arqueólogos es el pergamino, hecho a partir de la piel de animales, especialmente aquellos domésticos. Fue en Pérgamo donde esta técnica tuvo un gran florecimiento, y de ahí proviene su nombre, pero el origen del pergamino se remonta al 1500 a. C. Al igual que sucedía con el papiro, el pergamino era un material caro, que quedaba restringido a quien tenía la capacidad de comprarlo.

## La arqueología bíblica y la Iglesia católica
Las excavaciones e investigaciones que se llevan a cabo en lugares en cuyo marco se desarrollaron los relatos bíblicos no tienen como objeto tratar de probar la veracidad de las narraciones contenidas en la Escritura, sino mostrar el trasfondo histórico, cultural, económico y religioso de los textos, y de esa manera aportar una iluminación que ayude a comprenderlos mejor. Esto no impide que con frecuencia aparezcan grupos con cierto grado de fundamentalismo que organizan «campañas arqueológicas» con la intención de buscar pruebas que les permita demostrar que «la Biblia tenía razón» y que sus relatos se deben entender como históricos. Esta no es la posición oficial de la Iglesia Católica.
La arqueología, llevada a cabo con métodos científicos, ofrece datos útiles para fijar una cronología que ayude a ordenar los relatos bíblicos. En ciertos casos, descubre el escenario en el que se desarrollaron hechos narrados en la Biblia. En otros, confirma lo que esos relatos afirman. Pero en otros cuestiona lo que se había tenido por histórico, aportando argumentos para comprender que ciertos relatos no pertenecen al género histórico, sino que tienen la apariencia de históricos o simplemente pertenecen a otro género.
En 1943, el papa Pío XII recomendó a los intérpretes de la Escritura tener en cuenta los aportes de la arqueología para discernir los géneros literarios que usaron los escritores sagrados.

[...] es absolutamente necesario que el intérprete se traslade mentalmente a aquellos remotos siglos del Oriente, para que, ayudado convenientemente con los recursos de la historia, arqueología, etnología y de otras disciplinas, discierna y vea con distinción qué géneros literarios, como dicen, quisieron emplear y de hecho emplearon los escritores de aquella edad vetusta. [...]Así pues, nuestros cultivadores de estudios bíblicos pongan también su atención en esto con la debida diligencia, y no omitan nada de nuevo que hubieren aportado, sea la arqueología, sea la historia antigua o el conocimiento de las antiguas letras, y cuanto sea apto para mejor conocer la mente de los escritores vetustos y su manera, forma y arte de razonar, narrar y escribir [...]
 Pío XII, Carta Encíclica Divino Afflante Spiritu, 23 y 26

Desde entonces, la arqueología es considerada un valioso auxiliar e instrumento indispensable de las ciencias bíblicas.

## Comentarios profesionales
El propósito de la arqueología bíblica es clarificar e iluminar los textos bíblicos y contenidos a través de la investigación arqueológica del mundo bíblico.
J.K. Eakins, Benchmarks in Time and Culture (1977).

El difusor creacionista Bryant G. Wood escribió: «El propósito de la arqueología bíblica es aumentar nuestra comprensión de la Biblia y por tanto, su gran logro, a mi modo de ver, ha sido la extraordinaria iluminación de... el tiempo de la monarquía israelita».
En una declaración acerca de la arqueología bíblica, Robert I. Bradshaw comentó: «Es universal y virtualmente aceptado que el propósito de la arqueología bíblica no es probar la Biblia, sin embargo... así como la arqueología arroja luz en esa historia, esta es importante para los estudios bíblicos».
El arqueólogo estadounidense William Dever contribuyó en el artículo «Arqueología» en The Anchor Bible Dictionary. En el mismo reitera su percepción de los efectos negativos de la estrecha relación que ha existido entre la arqueología sirio-palestina y la arqueología bíblica de Tierra Santa, lo que ha causado que, especialmente, los arqueólogos estadounidenses en este campo, se retrasen frente a la nueva «arqueología procesual» en la región, y considera: «Subrayando mucho escepticismo en nuestro propio campo [en lo que se refiere a la adaptación de conceptos y métodos de una nueva arqueología], uno sospecha que la asunción (aunque no expresada e incluso inconsciente) de que la Palestina antigua, especialmente de Israel en el periodo bíblico, fue única, de alguna manera  superhistóricamente no gobernada por los principios normales de la evolución cultural» y sostiene que «...la nueva arqueología de los años 70 y 80, se volvió pasada de moda antes de que pudieramos comprenderla».
Dever encontró que la arqueología sirio-palestina ha sido tratada en los institutos estadounidenses como una subdisciplina de los estudios bíblicos. Se esperaba de los arqueólogos estadounidenses que trataran de «proveer evidencias históricas válidas de episodios de la tradición bíblica» en esta región. De acuerdo con Dever «la más ingenua [concepción acerca de la arqueología siro-palestina] es que la razón y el propósito de la arqueología bíblica (y, por extrapolación, de la arqueología siro-palestina) es simplemente dilucidar la Biblia o las tierras de la Biblia».
El profesor de arqueología del Oriente Próximo, William G. Dever, escribe:

Hasta hace una generación los arqueólogos bíblicos hablaban con confianza de la «revolución arqueológica» de William Foxwell Albright. Esta seguramente realzaría nuestra comprensión y apreciación de la Biblia y su mensaje atemporal - el cual fue pensando para ser absolutamente esencial a nuestra querida condición cultural occidental. La Biblia y la «Cultura Occidental» como fueron concebidas anteriormente, luchan por sus vidas. No sólo la arqueología moderna no pudo ayudar a confirmar la tradición antigua, sino que parece más bien tratar de socavarla. Este es un secreto, no bien guardado, de los arqueólogos profesionales.

El fallo de la «revolución arqueológica» significa el intento de ocupar el penoso término medio, no el extremo escepticismo o la ingenua credulidad. No se puede volver al tiempo en el cual la arqueología presumía de «probar la Biblia». La arqueología como se practica en la actualidad debe tener la capacidad de desafiar, y confirmar, los relatos bíblicos. Algunos cosas descritas sucedieron realmente, pero otras no.
Las narraciones bíblicas acerca de Abraham, Moisés, Josué y Salomón probablemente reflejan algunos recuerdos históricos de pueblos y lugares, pero los «grandes personajes» de la Biblia son irreales y contradichos por las evidencias arqueológicas. Algunos antecesores de los israelitas probablemente escaparon a la esclavitud de Egipto, pero no hubo una conquista militar de Canaán y muchos, si no casi todos los israelitas, en tiempos de la monarquía, fueron politeístas. El monoteísmo fue un ideal de los escritores bíblicos.

La arqueología no puede dilucidar cuál es el significado de los supuestos eventos descritos en la Biblia. Esa es una decisión enteramente personal. La arqueología no puede responder a esta pregunta. Esta sólo puede dar su visión.